# Model (wzornictwo)
Model – typ, fason, rodzaj określonego przedmiotu, wyodrębniony ze względu na swoje specyficzne cechy, według określonych kryteriów i oznakowany odrębną nazwą lub symbolem, spośród innych przedmiotów danego typu i marki.
Oznaczenie modelu dla grupy przedmiotów (grupy egzemplarzy) dokonuje zwykle producent danego przedmiotu w ramach określonej marki. Klient zainteresowany nabyciem określonego produktu, na podstawie oznaczenia marki i modelu, może otrzymać informację o cechach danego produktu, które będą stanowiły dla niego kryteria wyboru.
Przykłady różnych modeli:
- marka: Opel – np. modele: Rekord, Kadett, Vectra, Astra, Ascona, Senator, Omega,
- marka: Commodore – np. modele: 16, 116, 64, PET, Amiga 500, Amiga 1000, Amiga 1200
- marka: Olympus – np. modele: FE-210, FE-230, FE-240, FE-250.